# دبیرستان امام
دبیرستان امام مربوط به دوره پهلوی است و در همدان، خیابان میرزاده عشقی واقع شده. این اثر که در تاریخ ۳ اسفند ۱۳۷۷ با شمارهٔ ثبت۲۲۲۴ به‌عنوان یکی از آثار ملی ایران به ثبت رسیده، یکی از قدیمی‌ترین مراکز آموزشی همدان با حدود ۸۵ سال قدمت می‌باشد. معمار این اثر نیکلای مارکف معمار روس تبار ایرانی است.